# Eupithecia kuroshio
Eupithecia kuroshio es una especie de polilla de la familia Geometridae. La especie fue descrita por primera vez por Hiroshi Inoue habiendo sido descrita en 1980, con distribución en la República de China y Japón. El holotipo de la especie fue descrita en los alrededores del Monte Zōzu, de la prefectura de Kagawa. En la isla de Taiwán fue por primera vez descrita en el área recreativo forestal Mingchi a 1200 metros (3937,0 pies) de altitud.

## Descripción
Es una especie de colores bastante brillantes por su gran contraste entre gris oscuro y blanquecino en sus segmentos mediales con un punto discal negro. Su bolsa copuladora se caracteriza por ser muy pequeña, ovalada y rodeada de pequeñas espinas. Por sus características morfológicas, Se le ubica en el grupo de especies Eupithecia kamburonga.
Tiene gran parecido con otra especie asiática, la Eupithecia lariciata. Es una especie univoltina con periodos de vuelo desde marzo hasta mayo.

## Distribución
En Japón se ha descrito en las islas de Shikoku, Kyūshū, Izu, Yakushima y Amami Ōshima. Se encuentra distribuido a altitudes que van de 200 a 1200 metros (656,2 a 3937,0 pies) sobre el nivel del mar.